# Anton Karas
Anton Karas (Vienna, 7 luglio 1906 – 9 gennaio 1985) è stato un musicista austriaco.

## Biografia
Anton già da bambino mostrò una notevole predisposizione per la musica. Nonostante fosse particolarmente affascinato dell'organo, a causa della modeste condizioni finanziarie della famiglia riuscì a prendere solamente lezioni di zither. Anton, cresciuto nel distretto Brigittenau di Vienna, aveva 12 anni quando ne trovò uno nella soffitta della casa di sua nonna.

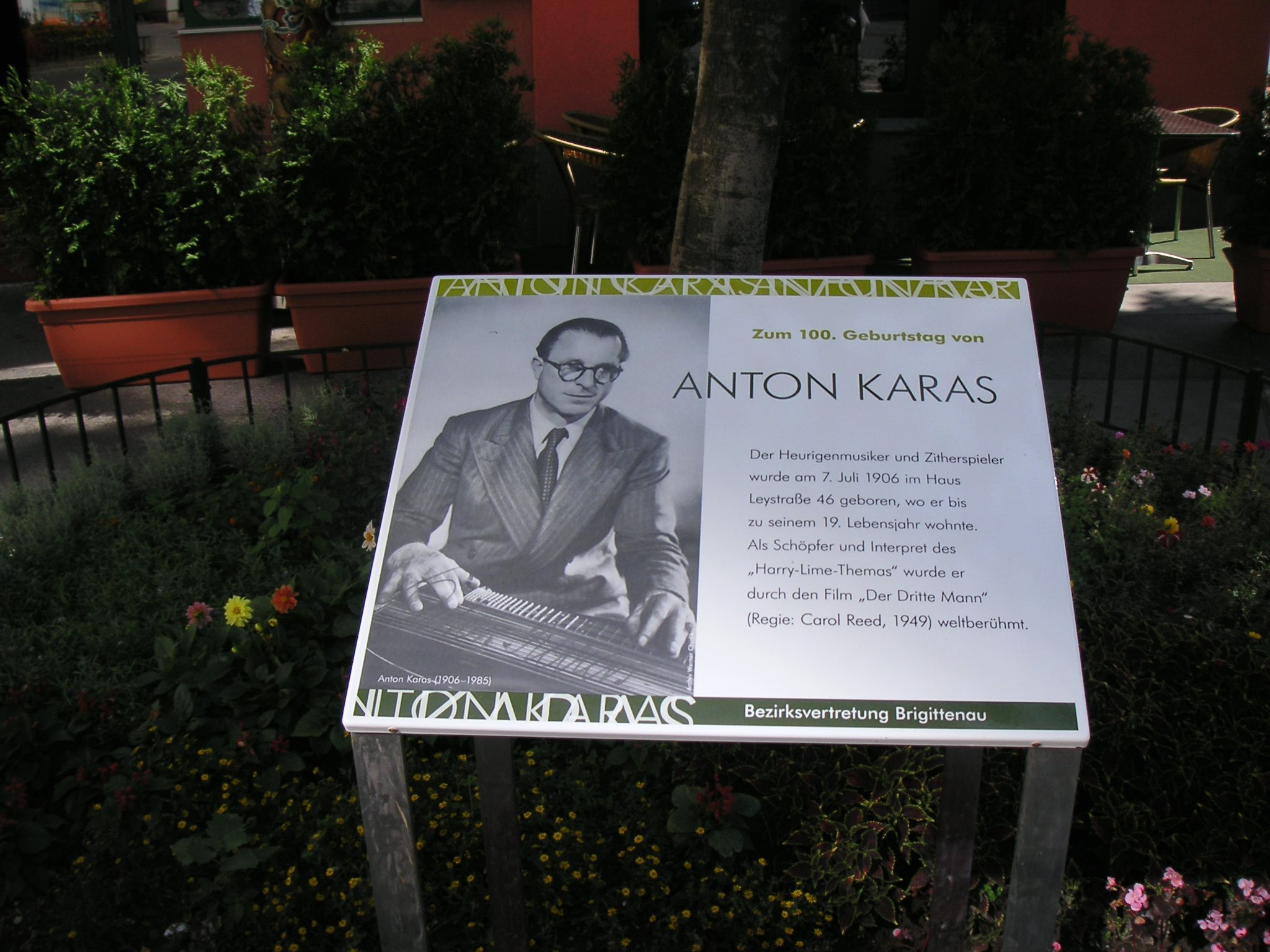
Targa commemorativa a Vienna

### Il Terzo Uomo e l'incontro con Carol Reed
Anton Karas fu avvicinato e assunto dal regista Carol Reed per comporre la colonna sonora del film Il terzo uomo (The Third Man, 1949) che il regista stava girando a Vienna. L'incontro avvenne in maniera casuale in una taverna di Vienna dove Karas stava suonando e, sebbene l'incarico affidatogli da Reed costituisse per Karas la prima esperienza in ambito compositivo o per la produzione di colonne sonore, la scelta si rivelò un colpo di fortuna per entrambi.
Poco prima della fine delle riprese del film, Carol Reed invitò Anton Karas nell'Hotel Astoria di Vienna dove gli fu chiesto di suonare per la troupe del film per varie ore. Tornato a Londra, Reed cercò delle musiche adatte al film che aveva appena finito di girare; non trovando nulla di soddisfacente invitò Karas a Londra. Karas iniziò la composizione il 1º giugno 1949, e per 12 settimane (per 14 ore al giorno) continuò a provare e riprovare, tenuto come un "prigioniero" a Londra da Carol Reed. Al termine delle registrazioni un incendio nella sala di montaggio bruciò più della metà del materiale del film oltre alla colonna sonora e Anton Karas dovette ricominciare tutto daccapo. Il singolo raggiunse la prima posizione nella Billboard Hot 100 per undici settimane. Una volta terminato il film, Carol Reed e Anton Karas, si recarono all'Abbazia di Westminster per accendere un cero di ringraziamento.
Il singolo pubblicato da Karas relativo alla melodia della colonna sonora The Harry Lime Theme e Cafe Mozart Waltz rimase in classifica, nella Top 40 Statunitense, per più di tre mesi nel 1950. Al singolo fece seguito un LP di suoi pezzi e altre canzoni viennesi edite dalla Decca. Con la sua zitara Karas tenne concerti in tutto il mondo ed ebbe occasione di suonare davanti alle famiglie reali d'Inghilterra, Paesi Bassi e Belgio e persino davanti all'allora pontefice Pio XII nell'udienza che questi gli concesse nel 1950 in Vaticano. Karas utilizzò i proventi del film e delle registrazioni per acquistare una locanda (Heurigen) chiamata naturalmente "Il terzo uomo" nel quartiere viennese di Grinzing. Continuò a suonare nel suo locale e distribuì successivamente altre registrazioni sul mercato austriaco e tedesco.
Anton Karas è il solista che accompagna Rita Pavone nell'esecuzione di Viva la pappa col pomodoro, sigla e inno ufficiale dello sceneggiato televisivo del 1964, musicato da Nino Rota, Il giornalino di Gian Burrasca, tratto dall'omonimo romanzo del 1907 di Vamba.
Morì a Vienna il 9 gennaio del 1985 stroncato da una lunga malattia. Al suo funerale fu suonato il suo Harry Lime Theme e fu sepolto nel cimitero di Sievering, sobborgo di Vienna. Si dice che sia stato sepolto con la sua zitara. Quella originale, con la quale compose e registrò il "Terzo Uomo", risulta visibile presso il "Dritte Mann Museum" di Vienna. Nella stessa Sievering (sobborgo di Vienna) gli è stata intitolata una piazza.

## Discografia
Album:
- 1951 Zither Solos - (Decca)
- 1954 New tales from the Vienna woods - (VOX)
- 1957 Viennese bonbons Volume II - (Period)
- 1958 The Viennese strings of Anton Karas of third man theme fame - (Design)
- 1961 Fröhliche einkehr beim dritten mann - (Decca)
- 1961 The popular folk music of Austria with the world-famous Boys Choir of Vienna and Anton Karas and the Two Rudis - (Vee Jay)
- 1962 Vienna souvenirs - (MGM)
- 1963 Vienna, city of dreams - (Decca)
- 1964 Mit Anton Karas beim Heurigen - (Decca)
- 1966 Anton Karas plays the zither - (Worth)
- 1966 Rendezvous in Vienna - (CBS)
- 1966 The third man - (Jolly)
- 1963 Der dritte mann - (Fontana)
- 1969 Folk songs of Austria - (Tradition Everest)
- 1970 Zither magic - (Surrey)
- 1971 Der dritte mann - (Zebra)
- 1972 El tercer hombre - (Zafiro)
- 1973 Il terzo uomo - (Family)